# Maud de Belleroche
Maud de Belleroche (* 26. August 1922 in Paris als Madeleine Sacquard; † 19. Februar 2017 in Villerville) war eine französische Filmschauspielerin, Schriftstellerin und Journalistin. Im Zweiten Weltkrieg pflegte sie zahlreiche Bekanntschaften in den Kreisen der Kollaboration.

## Leben

### Frühe Jahre
Sie wurde 1922 im 17. Arrondissement von Paris in eine katholische Familie geboren. Ihr Vater verlor im Ersten Weltkrieg in der Schlacht am Chemin des Dames einen Arm und wurde mit dem Croix de guerre und einer Militärmedaille ausgezeichnet. Als Kind erbrachte sie bemerkenswerte sportliche Leistungen: sie wurde französische Juniormeisterin im Eiskunstlauf sowie Rekordhalterin im Tauchen. Später wurde sie in der historischen Zeitschrift La Nouvelle Revue d'histoire als „faschistische Egeria“ bezeichnet.
Sie genoss eine katholische Erziehung bei den Maristen, legte mit 16 Jahren das Baccalauréat ab und studierte zwei Jahre Pharmakologie, bevor sie einen ersten Juraabschluss erwarb.
Sie war insgesamt dreimal verheiratet, das erste Mal mit einem Apotheker namens Gaston Dacquin. Die Hochzeit fand am 27. November 1940 in Saint-Leu-d’Esserent statt.

### Zweiter Weltkrieg

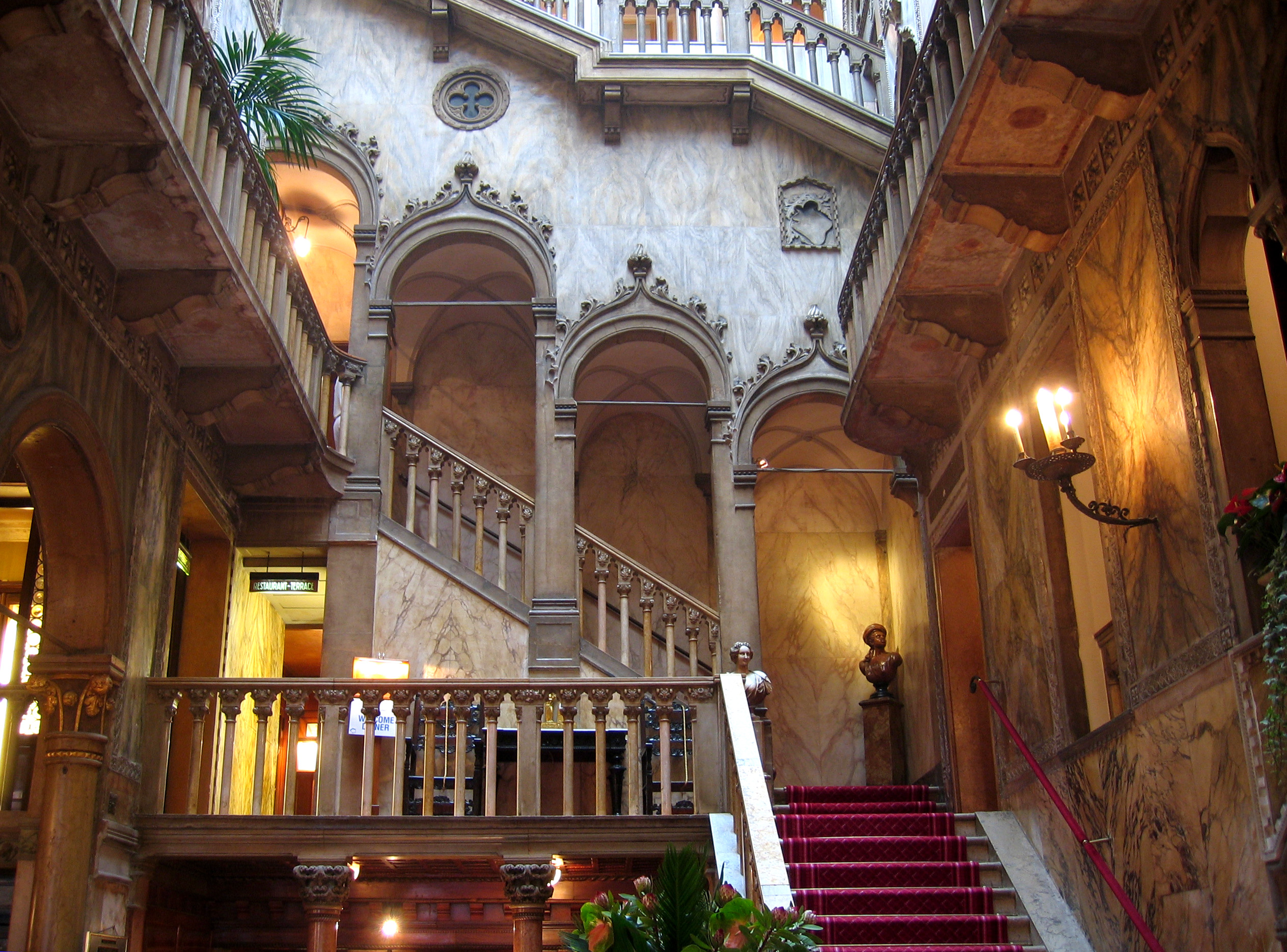
Hotel Danieli in Venedig

Im deutsch besetzten Frankreich war sie eine Mätresse von Jean Luchaire (1901–1946, Sohn von Julien Luchaire), der nach Kriegsende als Kollaborateur erschossen wurde. Sie bezeichnete Jean Luchaire als größten Dandy der damaligen Politiker und befreundete sich mit weiteren einflussreichen Kollaborateuren wie Pierre Drieu la Rochelle und Robert Brasillach. Im August 1944 folgte sie Luchaire ins deutsche Exil nach Baden-Baden und Sigmaringen, wo sie Céline und seine Frau Lucette traf und in einer Apotheke als Assistentin arbeitete.
Nachdem der Kollaborateur Georges Guilbaud zum Ministre plénipotentiaire der Exilregierung des Vichy-Regimes in der Italienischen Sozialrepublik ernannt worden war, folgte sie ihm im Herbst 1944 nach Italien und heiratete ihn einen Monat nach ihrer Ankunft, mit Guido Buffarini-Guidi und Rudolf Rahn als Trauzeugen. Sie unterstützte französische Flüchtlinge, empfing Gäste wie Joseph Darnand und hatte im Dezember 1944 ein längeres Gespräch mit Mussolini. Mit ihrem zweiten Mann besuchte sie den Vittoriale, den Wohnsitz D’Annunzios, und Venedig, wo sie im Hotel Danieli, dem ehemaligen Palazzo Dandolo residierten. Als im März 1945 der Tod von Jacques Doriot bekannt wurde, wurde den geflüchteten Kollaborateuren des Vichy-Regimes der Boden in Italien zu heiß. Maud und Guilbaud erhielten gefälschte schweizerische Papiere und wurden zunächst von italienischen Partisanen gefangen genommen, konnten aber entkommen und die Grenze zur Schweiz überqueren, von wo sie nach Frankreich zurückkehren durften.

### Nachkriegsjahre
Auf ihrer Rückreise nach Frankreich wurde sie beim Verlassen des Zuges verhaftet und verbrachte einige Tage in einem Gefängnis in Lyon. Sie wurde rehabilitiert, kehrte nach Paris zurück und traf im Hôtel Matignon Gaston Palewski, den sie um ein Visum für Spanien bat. Sie überquerte heimlich die Grenze bei Canet-en-Roussillon und gelangte über Barcelona, wo sie Guilbaud wiedertraf, nach Madrid. Hier lernte sie Émile Dewoitine  und Abel Bonnard kennen, der mit ihr den Prado und die Casa de las Conchas in Salamanca besuchte und ihr den plateresken Stil erklärte, und wurde weiblicher Tennischampion von Kastilien.
1946 folgte sie ihrem Mann nach Argentinien, wo er administrativer Berater des Präsidenten Juan Perón wurde, und heiratete 1950 in Paris zum dritten Mal, diesmal Jacques Chastelain, Baron von Belleroche. In späteren Jahren hielt sie Vorträge für die Alliance française und weitere Organisationen und zog sich in die Normandie zurück.

## Werk und Wirkung
Ihre schriftstellerische Tätigkeit fällt in die Nachkriegsjahre. Sie schrieb unter anderem Monographien über Oscar Wilde, Sacha Guitry und Eva Perón. Für den Roman Cinq personnages en quête d'empereur („Fünf Personen auf der Suche nach einem Kaiser“), der 1962 erschien, erhielt sie 1963 eine Auszeichnung der Académie française. In ihrem 1968 erschienenen Erotikroman L'Ordinatrice, mit dem Untertitel Memoiren einer vierzigjährigen Frau, schildert sie ihre männlichen und weiblichen Eroberungen. In Le Ballet des crabes vertrat sie antisemitische Ansichten.
1969 trat sie im italienischen Erotikfilm Top Sensation unter der Regie von Ottavio Alessi auf. Sie inspirierte Louis-Ferdinand Céline in seinem Roman „Nord“ (1960) zur Person der Mademoiselle de Chamarande.